# Любиця Вукоманович

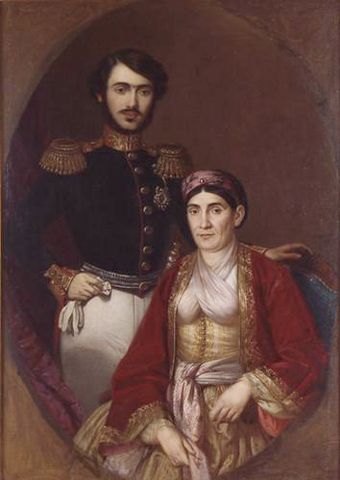
Любиця Обренович з сином Міланом

Любиця Обренович (до шлюбу Вукоманович, 14 січня 1785—14 травня 1843) — сербська княгиня, що сильно впливала на політику країни. Дружина князя Милоша Обреновича, мати князя Михайла Обреновича.

## Біографія
Народилась 14 січня 1785 року, в селі Срезоевці на території сучасного Моравичского округу Сербії, в родині Марії і Радослава Вукомановічів.
В 1806 році одружилася з Милошем Петровичем, одним з лідерів антитурецького повстання. Головним посередником одруження Любиці з майбутнім сербським князем Мілошем Обреновичем був Нікола Мілевіч на прізвисько Луневіца, який домовлявся про одруження з Міланом Обреновичем, братом князя Мілоша, коли справляли сороковини по смерті батька Любиці. Свідками на весіллі були Георгій Карагеоргій, ватажок першого сербського повстання, і Нікола Луневіца.
У 1810 році Карагеоргій вбив Мілана Обреновича, зведеного брата її чоловіка, і Мілош взяв собі прізвище вбитого. Після цього два лідери повстання вступили в гострий конфлікт. В 1815 році почалось друге сербське повстання, і у 1817 році Османська влада погодилась на автономію Сербії на чолі з Мішошем Обреновичем. 6 листопада 1817 року Мілош став князем, а Любиця — княгинею.
Любица виявилась суворою й самостійною жінкою, її вплив на сербську політику був дуже сильним, доволі часто її погляди розходились з поглядами її чоловіка, через що в них кілька разів були дуже серйозні конфлікти. Також одного разу під час нападу ревнощів застрелила з пістолета одну з коханок чоловіка.
В 1819—1821 роках за дорученням князя архітектор Нікола Живковіч побудував особняк княгині Любиці.
В червні 1839 року армія заставила Милоша Обреновича зректися престолу на користь старшого сина Мілана. Через 25 днів Мілан помер, і трон успадкував наступний син — Михайло.
У 1842 році повстали прихильники Карагеоргіевичів, и представники роду Обреновичів були змушені тікати за кордон.
14 травня 1843 року Любиця Обренович померла в місті Новий Сад, що тоді знаходилось на території Австрійської Імперії, а зараз адміністративний центр автономного краю Воєводина, що в Сербії. Похована княгиня Любиця в монастирі Крушедол на Фрушка-горі.

## Діти
У шлюбі з князем Любиця народила як мінімум семеро дітей:
| Ім'я дитини | Роки життя | Подальша доля                                      |
| ----------- | ---------- | -------------------------------------------------- |
| Петрія      | 1810—1870) | у 1830 році стала дружиною Тодора Баіца де Варадія |
| Єлизавета   | 1814—1848  | в 1831 році стала дружиною Йована Ніколіча         |
| Мілан       | 1819—1839  | князь Сербії                                       |
| Михайло     | 1823—1868  | князь Сербії                                       |
| Марія       | 1830—1830  |                                                    |
| Тодор       |            | Помер малим                                        |
| Габрієль    |            | Помер малим                                        |